# KTM

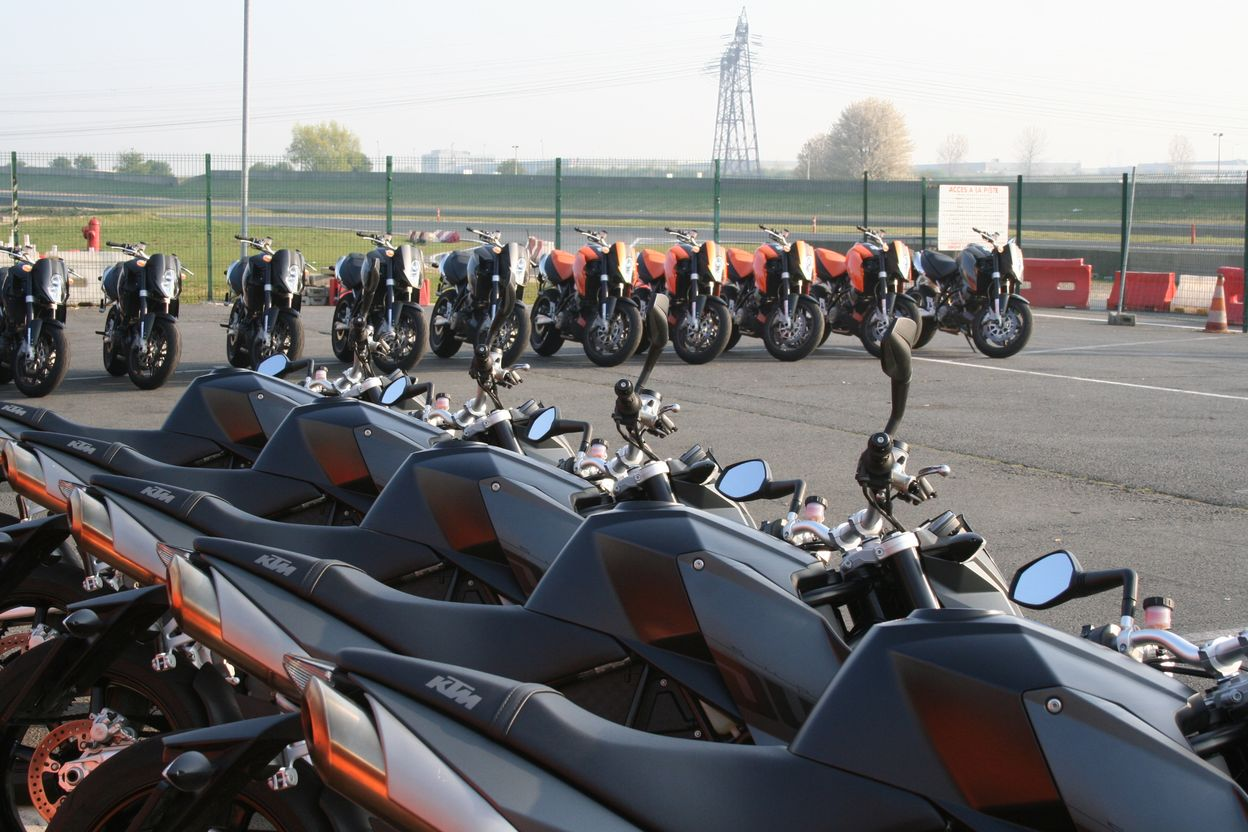
KTM Duke 390

Kronreif Trunkenpolz Mattighofen, abreviada por KTM, cuja razão social é KTM Sportmotorcycle AG, é uma empresa austríaca que fabrica motocicletas de alto rendimento.

## História
Fundada em 1934 por Hans Trunkenpolz de Mattighofen que iniciou as atividades com uma loja sido batizada de Kraftfahrzeuge Trunkenpolz Mattighofen. 
Em 1953 a KTM começou a produção das motocicletas. Com apenas 20 empregados, as motocicletas foram construídas com uma taxa de fabricação de três exemplares por dia. 
Em 1955, Ernst Kronreif, tornou-se acionista da companhia, adquirindo uma parcela considerável da empresa. Foi rebatizada então, Kronreif Trunkenpolz Mattighofen.
Foi o primeiro fabricante a produzir um motor de quatro tempos arrefecido a água para motocicleta, projeto replicado por todos os outros fabricantes.
Em 1986 a KTM tornou-se o primeiro fabricante de motocicleta a incluir na parte dianteira e na parte traseira freio a disco.
Em 1998, criaram as primeiras motocicletas com suspensão traseira linkless, reduzindo drasticamente o peso da moto. Foram também os primeiros a oferecer embreagem hidráulica em todos os modelos de motocicletas, e os primeiros a oferecer a superbike supermoto, uma motocicleta pronta para competição.